# Kriegführende Staaten im Zweiten Weltkrieg

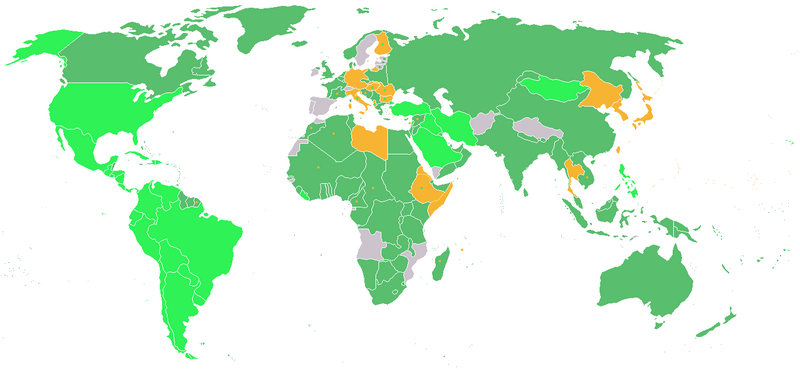
Mächtegruppen etwa gegen 1943–1945, allerdings in den Grenzen von 1939

Kriegführende Staaten im Zweiten Weltkrieg gehörten mehrheitlich einem der beiden großen Bündnisse an, dem von Deutschland geführten einerseits („Achse“ oder Dreimächtepakt) oder dem, das sich aus der britisch-französischen Zusammenarbeit entwickelt hat (Alliierte). Einige Staaten haben nur gegen einen Teil des gegnerischen Bündnisses Krieg geführt und manche haben während des Krieges die Seite gewechselt.
Die folgende Auflistung spiegelt nicht unbedingt die eigentlichen Verhältnisse wider. Große Teile der Welt waren damals Kolonien, diese Länder konnten aber durchaus durch Truppenkontingente aktiv beteiligt sein (beispielsweise Indien). Andere Staaten waren formal unabhängig, aber stark von einer Großmacht beeinflusst (Commonwealth of Nations, mittelamerikanische Staaten, Kroatien, Slowakei), oder einer Besatzung unterworfen (Vichy-Frankreich). Die Vereinigten Staaten traten zwar erst Ende 1941 offiziell in den Krieg ein und haben sogar noch bis 1942 Vichy-Frankreich anerkannt, hatten aber bereits zuvor Großbritannien mit Material unterstützt. Andere Staaten haben zwar eine Kriegserklärung abgegeben, sich aber nicht in nennenswertem Umfang an den Kämpfen beteiligt und waren gegebenenfalls nur für die Seekriegführung von gewisser Bedeutung.
Formale Kriegserklärungen sind nur dann berücksichtigt, wenn nicht schon durch einen Angriff der Kriegszustand hergestellt wurde, da diese dann belanglos sind.

## Dreimächtepaktstaaten und Verbündete
| Staat                       | Kriegseintritt                                 | Grund bzw. Art des Kriegsbeginns und Bemerkungen |
| Deutsches Reich             | 1. September 1939                              | Angriff auf Polen. Am 11. Dezember 1941 folgte, zusammen mit Italien, die Kriegserklärung an die USA |
| Slowakei                    | 1939                                           | Aktive Kriegsteilnahme. Deutscher Satellitenstaat seit 1939, von Staaten wie den USA, Frankreich, der Sowjetunion anerkannt, hatte eigene Streitkräfte. |
| Finnland                    | 30. November 1939                              | Wurde von der Sowjetunion angegriffen, Friedensschluss 1940. Ab 25. Juni 1941 „Fortsetzungskrieg“ nur gegen die Sowjetunion. Erklärte nach der Kapitulation vor den Sowjets 1944 zunächst seine Neutralität, dann aber dem Deutschen Reich am 3. März 1945 den Krieg (rückwirkend vom 19. September 1944, seitdem finnische und sowjetische Truppen die Wehrmacht aus Finnland drängten).                                           |
| Königreich Italien          | 10. Juni 1940                                  | Bei Kriegsbeginn 1939 zunächst Verkündung des „Nichtkriegführens“ statt klassischer Neutralität. Am 10. Juni 1940 Kriegserklärung an Frankreich und Großbritannien. Am 11. Dezember 1941 die Kriegserklärung an die USA. Die seit Juli 1943 amtierende Regierung von Pietro Badoglio erklärte Deutschland am 13. Oktober 1943 den Krieg (die Italienische Soziale Republik, ein Satellitenstaat Hitlers, blieb an deutscher Seite). |
| Ungarn                      | 11. April 1941 27. Juni 1941 28. Dezember 1944 | Gegen Jugoslawien Kriegserklärung an die Sowjetunion Kriegserklärung der provisorischen Regierung an Deutschland. |
| Bulgarien                   | 19. April 1941                                 | Kriegseintritt gegen Jugoslawien und Griechenland erst nach massivem deutschem Druck. Erklärte am 27. August 1944 seine Neutralität und schließlich Deutschland am 8. September 1944 den Krieg. |
| Unabhängiger Staat Kroatien | 1941                                           | Aktive Kriegsteilnahme, Satellitenstaat, nur von Achsenmächten anerkannt, hatte allerdings eigene Streitkräfte. |
| Rumänien                    | 22. Juni 1941                                  | Teilnahme am Krieg gegen die Sowjetunion. Erklärte Deutschland am 25. August 1944 den Krieg. |
| Japan                       | 7. Juli 1937 bzw. 7. Dezember 1941             | Angriff auf die US-Pazifikflotte am 7. Dezember 1941. Am nächsten Tag Kriegserklärung Japans an die USA und Großbritannien |
| Mandschukuo                 | 1936 bzw. 7. Dezember 1941                     | Japanischer Satellitenstaat, war von 24 Staaten anerkannt (darunter sechs Staaten, die nicht der Achse angehörten oder achsenfreundlich waren). |
| Thailand                    | 21. Dezember 1941                              | Unterzeichnete ein Militärbündnis mit Japan. Aktive Kriegsteilnahme in Burma. |
| Italienische Sozialrepublik | 23. September 1943                             | Nach Seitenwechsel Italiens norditalienischer Satellitenstaat des Dritten Reiches, nur von den Achsenmächten anerkannt, hatte eigene Streitkräfte, De-facto-Anerkennung durch Kriegserklärung der Alliierten, bestand bis Ende April 1945. |

Hinzu kommen von Deutschland und Japan eingesetzte Regierungen in den besetzten Ländern und neu geschaffene Staaten, die im Allgemeinen kaum eigene Armeen besaßen, sondern die jeweiligen unterstützten.

## Alliierte und Verbündete
Am 1. Januar 1942 unterzeichneten 26 Regierungen während der Arcadia-Konferenz die Deklaration der Vereinten Nationen in der sie sich zur Atlantikcharta bekannten und den Abschluss eines Separatfriedens ausschlossen. Die Eigenbezeichnung war Vereinte Nationen. 20 weitere Regierungen schlossen sich im Kriegsverlauf an. Alle amerikanischen Staaten erklärten den Achsenmächten den Krieg, militärisch aktiv beteiligt waren aber nur Kanada, die Vereinigten Staaten, Mexiko und Brasilien. (Die übrigen, nicht an Kämpfen beteiligten Staaten sind grau unterlegt.) Kriegserklärungen sind nicht unbedingt an alle Staaten des gegnerischen Bündnisses ergangen.
| Staat                         | Kriegseintritt                                                  | Grund bzw. Art des Kriegsbeginns und Bemerkungen |
| China                         | 1936/1937 bzw. 09. 12. 1941                                     | von Japan angegriffen; projapanische Marionettenregime Mandschukuo und Neuorganisierte Regierung der Republik China in Nanjing Kriegserklärung Chinas an Deutschland, Italien und Japan |
| Polen                         | 01. 9. 1939 bzw. 11. 12. 1941                                   | von Deutschland ohne Kriegserklärung angegriffen; von Sowjetunion ohne Kriegserklärung angegriffen; Kriegserklärung an Japan durch Exilregierung; im späteren Kriegsverlauf kämpften die Exiltruppen an der West- sowie Ostfront                                                                          |
| Vereinigtes Königreich        | 03. 9. 1939                                                     | Kriegserklärung an Deutschland infolge des Beistandspaktes mit Polen |
| Frankreich                    | 03. 9. 1939                                                     | Kriegserklärung an Deutschland infolge des Beistandspaktes mit Polen |
| Australien                    | 03. 9. 1939                                                     | Kriegserklärung an Deutschland als Mitglied des Britischen Commonwealth |
| Britisch-Indien               | 03. 9. 1939                                                     | Kriegserklärung an Deutschland als Mitglied des Britischen Commonwealth |
| Neuseeland                    | 03. 9. 1939                                                     | Kriegserklärung an Deutschland als Mitglied des Britischen Commonwealth |
| Südafrikanische Union         | 06. 9. 1939                                                     | Kriegserklärung an Deutschland |
| Kanada                        | 10. 9. 1939                                                     | Kriegserklärung an Deutschland |
| Sowjetunion                   | 17. 9. 1939 bzw. 22. 6. 1941 bzw. 08. 8. 1945                   | Einmarsch in Polen von Deutschland angegriffen, eine Kriegserklärung erfolgt nicht Kriegserklärung an Japan |
| Norwegen                      | 09. 4. 1940                                                     | von Deutschland ohne Kriegserklärung angegriffen |
| Belgien                       | 10. 5. 1940                                                     | von Deutschland ohne Kriegserklärung angegriffen |
| Luxemburg                     | 10. 5. 1940 bzw. 15. 1. 1942                                    | von Deutschland ohne Kriegserklärung angegriffen; Kriegserklärung durch Exilregierung |
| Niederlande                   | 10. 5. 1940                                                     | von Deutschland ohne Kriegserklärung angegriffen |
| Griechenland                  | 28. 10. 1940 bzw. 06. 4. 1941                                   | von Italien bzw. Deutschland angegriffen |
| Jugoslawien                   | 06. 4. 1941                                                     | von Deutschland ohne Kriegserklärung angegriffen |
| Tuwinische Volksrepublik      | 25. 6. 1941                                                     | Kriegserklärung an Deutschland (großer sowjetischer Einfluss); tuwinische Einheiten kämpften in der Roten Armee |
| Vereinigte Staaten            | 07. 12. 1941 11. 12. 1941 12. 12. 1941 13. 12. 1941 25. 1. 1942 | Japanischer Angriff auf Pearl Harbor (Kriegserklärung Japans an die USA und Großbritannien am 8. Dezember) Kriegserklärung Deutschlands und Italiens Kriegserklärung Rumäniens Kriegserklärung Bulgariens und Ungarns Kriegserklärung Thailands                                                           |
| Philippinen                   | 08. 12. 1941 bzw. 14. 6. 1942                                   | von Japan angegriffen bzw. Kriegserklärung an Deutschland (selbstverwaltete US-Kolonie bis 1946), aber projapanische Marionettenregierung Laurel im Antikominternpakt |
| Costa Rica                    | 08. 12. 1941 bzw. 13. 1. 1942                                   | Kriegserklärung an Japan bzw. Italien (großer US-amerikanischer Einfluss); an keinen Kämpfen beteiligt |
| Guatemala                     | 09. 12. 1941 bzw. 11. 12. 1941                                  | Kriegserklärung an Japan bzw. an Deutschland (großer US-amerikanischer Einfluss); an keinen Kämpfen beteiligt |
| Kuba                          | 09. 12. 1941 bzw. 12. 12. 1941                                  | Kriegserklärung an Japan bzw. an Deutschland (großer US-amerikanischer Einfluss); an keinen Kämpfen beteiligt |
| Panama                        | 09. 12. 1941 bzw. 16. 1. 1942                                   | Kriegserklärung an Japan bzw. an Deutschland (großer US-amerikanischer Einfluss); an keinen Kämpfen beteiligt |
| Protektorat Böhmen und Mähren | 09. 12. 1941 bzw. 17. 12. 1941                                  | Staat 1939 zunächst aufgelöst, Bildung einer Exilregierung erst 1940, Kriegserklärung der Exilregierung an Dreimächtepaktstaaten; Exiltruppen kämpften an der Ostfront und an der Westfront |
| Dominikanische Republik       | 11. 12. 1941                                                    | Kriegserklärung an Dreimächtepaktstaaten (großer US-amerikanischer Einfluss); an keinen Kämpfen beteiligt |
| El Salvador                   | 12. 12. 1941                                                    | Kriegserklärung an Dreimächtepaktstaaten (großer US-amerikanischer Einfluss); an keinen Kämpfen beteiligt |
| Haiti                         | 12. 12. 1941                                                    | Präsident Élie Lescot erklärt: „Haitianische Bombenflugzeuge werden den Himmel über Tokio und Berlin durchpflügen und Terror säen unter der deutschen und japanischen Bevölkerung.“, an keinen Kämpfen beteiligt, Haiti besaß nur eine einstellige Zahl an veralteten militärischen Fahr- und Flugzeugen. |
| Honduras                      | 12. 12. 1941                                                    | Kriegserklärung an Dreimächtepaktstaaten (US-amerikanischer Einfluss); an keinen Kämpfen beteiligt |
| Nicaragua                     | 12. 12. 1941                                                    | Kriegserklärung an Dreimächtepaktstaaten (großer amerikanischer Einfluss); an keinen Kämpfen beteiligt |
| Mexiko                        | 22.05. 1942                                                     | Kriegserklärung Mexikos an Deutschland, Italien und Japan; mit Lufteinheiten des Escuadrón Aéreo de Pelea 201 1945 an der Rückeroberung der Philippinen beteiligt |
| Brasilien                     | 22. 8. 1942 bzw. 06. 6. 1945                                    | Kriegserklärung an Deutschland und Italien Kriegserklärung an Japan |
| Äthiopien                     | 01. 12. 1942                                                    | Kriegserklärung an Deutschland; seit 1935 Widerstand im Abessinienkrieg gegen Italien |
| Königreich Irak               | 16. 1. 1943                                                     | Kriegserklärung an Deutschland; April 1941 prodeutscher Putsch, der von den Briten niedergeschlagen wird |
| Bolivien                      | 07. 4. 1943                                                     | Kriegserklärung an Deutschland und Japan; liefert den Alliierten verbilligtes Zinn, an keinen Kämpfen beteiligt |
| Persien                       | 09. 9. 1943 bzw. 01. 3. 1945                                    | Kriegserklärung an Deutschland bzw. Japan; wurde 1941 von der Sowjetunion (im Norden) und Großbritannien besetzt (anglo-Sowjetische Invasion des Iran) |
| Kolumbien                     | 27. 11. 1943                                                    | Kriegserklärung an Deutschland (großer US-amerikanischer Einfluss); an keinen Kämpfen beteiligt |
| Liberia                       | 27. 1. 1944                                                     | Kriegserklärung an Deutschland; an keinen Kämpfen beteiligt |
| Ecuador                       | 02. 2. 1945                                                     | Kriegserklärung an Deutschland und Japan (erst nach politischem Druck aus den Vereinigten Staaten); an keinen Kämpfen beteiligt |
| Paraguay                      | 08. 2. 1945                                                     | Kriegserklärung an Deutschland und Japan (großer US-amerikanischer Einfluss); an keinen Kämpfen beteiligt |
| Peru                          | 12. 2. 1945                                                     | Kriegserklärung an Deutschland und Japan (großer US-amerikanischer Einfluss); an keinen Kämpfen beteiligt |
| Chile                         | 14.02. 1945 bzw. 16.02. 1945                                    | Kriegserklärung an Japan bzw. an Deutschland (großer US-amerikanischer Einfluss); an keinen Kämpfen beteiligt |
| Venezuela                     | 16. 2. 1945                                                     | Kriegserklärung an Deutschland (großer US-amerikanischer Einfluss); an keinen Kämpfen beteiligt |
| Uruguay                       | 23. 2. 1945                                                     | Kriegserklärung an Deutschland (erst nach politischem Druck aus den Vereinigten Staaten); an keinen Kämpfen beteiligt |
| Türkei                        | 23. 2. 1945                                                     | Dreiparteienvertrag von Ankara, Freundschaftsverträge und Handel mit beiden Seiten während des Krieges. Im Februar 1945 Kriegserklärung an Deutschland und Japan, um in die Vereinten Nationen aufgenommen zu werden. Zu einem Eingreifen im Krieg kam es jedoch nicht.                                   |
| Ägypten                       | 24. 2. 1945                                                     | Kriegserklärung an Deutschland und Japan, nachdem die achsenfreundliche Regierung 1944 von Briten gestürzt worden war; zudem wurde 1941 und 1942 auf ägyptischem Boden gekämpft |
| Syrien                        | 26. 2. 1945                                                     | Kriegserklärung an Deutschland; zuvor 1941 von den Freien Franzosen und Briten besetzt |
| Libanon                       | 27. 2. 1945                                                     | Kriegserklärung an Deutschland; zuvor 1941 von den Freien Franzosen und Briten besetzt |
| Saudi-Arabien                 | 28. 2. 1945                                                     | Kriegserklärung an Deutschland; Abbruch der diplomatischen Beziehungen schon am 11. September 1939, an keinen Kämpfen beteiligt, aber 1940 (irrtümliche) italienische Bombardierung von Dhahran |
| Argentinien                   | 27. 3. 1945                                                     | Kriegserklärung an Deutschland und Japan (großer amerikanischer Einfluss), war vorher aber zumindest nicht antideutsch; an keinen Kämpfen beteiligt |
| Mongolei                      | 11. 8. 1945                                                     | Kriegserklärung nur an Japan, starker Einfluss der Sowjetunion, war Aufmarschgebiet für die UdSSR, mongolische Truppen kämpften an der Seite der Roten Armee gegen die Japaner |

## Neutral, aber in den Krieg involviert
| Staat         | Kriegseintritt            | Bemerkungen |
| Dänemark      | im Krieg seit 09. 4. 1940 | von Deutschland angegriffen und besetzt, Kapitulation nach wenigen Stunden; eine Kriegserklärung erfolgte nicht; Beitritt zum Antikominternpakt im November 1941; bis 29. August 1943 mit eigenständiger Regierung, auch danach keine Exilregierung oder Kriegserklärung, sondern „Nicht-Zusammenarbeit“ mit der Besatzungsmacht |
| Estnische SSR | neutral                   | 28. September 1939 Sowjetisch-Estnisches Beistands- und Stützpunktabkommen, daraufhin Stationierung sowjetischer Verbände; 16. Juni 1940 kommunistische Machtübernahme nach sowjetischem Ultimatum, geringfügige Kampfhandlungen; 9. August 1940 Anschluss an die Sowjetunion. |
| Lettische SSR | neutral                   | 5. Oktober 1939 Sowjetisch-Lettisches Beistands- und Stützpunktabkommen, daraufhin Stationierung sowjetischer Verbände; 16. Juni 1940 kommunistische Machtübernahme nach sowjetischem Ultimatum, geringfügige Kampfhandlungen; 5. August 1940 Anschluss an die Sowjetunion. |
| Litauen       | neutral                   | 10. Oktober 1939 Sowjetisch-Litauisches Beistands- und Stützpunktabkommen, daraufhin Stationierung sowjetischer Verbände, Übergabe des vorher polnischen Vilnius-Gebietes an Litauen; 15. Juni 1940 kommunistische Machtübernahme nach sowjetischem Ultimatum, keine Kampfhandlungen; 3. August 1940 Anschluss an die Sowjetunion. |
| Monaco        | neutral                   | 1940 von Italien, ab 1943 von Deutschland besetzt, 1944 von der RAF bombardiert und 1944 von Frankreich besetzt |
| Nepal         | neutral                   | trotz des starken britischen Einflusses, britische Armee rekrutierte Gurkha in Nepal mit Billigung der Regierung |
| San Marino    | neutral                   | bis 1943 faschistische Regierung, 1943/44 von der Wehrmacht, 1944/45 von den Briten besetzt |
| Schweden      | neutral                   | sendete mit staatlicher Unterstützung Freiwillige und Material an Finnland 1939; Wehrmacht und Alliierte hatten reguläre Truppen durch Schweden geschickt; bis 1943 prodeutsche Wirtschaftsabkommen; 03.10.1940 britischer Bombenangriff auf Malmö und 18.11.1943 britischer Luftangriff auf Lund; 22.02.1944 sowjetischer Bombenangriff auf Stockholm (Stadtteil Södermalm), Strängnäs, Södertälje und die nördlichen Außenschären; 1945 Mobilmachung um ggf. eine alliierte Invasion Dänemarks und Norwegens zu unterstützen; siehe auch Baltenauslieferung |
| Schweiz       | neutral                   | mobilisiert von 1939 bis 1945 zur Landesverteidigung, territorialer Grenzschutz mit Luftabwehrkämpfen am nördlichen/nordöstlichen Grenzverlauf und alliierte Bombenabwürfe auf die Schweiz. |
| Spanien       | neutral                   | sendete mit staatlicher Unterstützung Freiwillige und Material – die „Blaue Division“ – zusammen an Deutschland |
| Portugal      | neutral                   | ursprünglich achsenfreundlich, später aber immer mehr alliiertenfreundlich; sendete mit staatlicher Unterstützung Freiwillige und Material (v. a. bis 1944 kriegswichtiges Wolfram durch Spanien) an Deutschland sowie an die Alliierten. 1939 Militärischer Kooperationsvertrag mit dem Vereinigten Königreich; ab 1943 wurde die Nutzung von Hafen und Flughafen auf den Azoren erlaubt, ab 1944 auch durch USA. Die neben Macau liegenden Inseln Lapa, São João und Montanha (heute Hengqin), informell seit 1615 von Portugal besetzt, werden 1941 von Japan okkupiert. Portugiesisch-Timor wird unter Missachtung der portugiesischen Neutralität zunächst von britisch-niederländischen Truppen besetzt, dann 1942 in der Schlacht um Timor von Japan erobert. Kondoliert zum Tod Hitlers. |

## Neutrale
| Staat         | Kriegseintritt | Bemerkungen |
| Andorra       | neutral        | befand sich seit dem Ersten Weltkrieg de jure noch bis zum 25. September 1939 im Kriegszustand mit Deutschland |
| Irland        | neutral        | im Land herrschte eine antibritische Stimmung; irische Truppen bereiteten sich sowohl auf eine britische als auch eine deutsche Invasion vor, ca. 4000 irische Soldaten desertierten und traten den britischen Streitkräften bei |
| Liechtenstein | neutral        | Freiwillige (ohne Unterstützung) in Wehrmacht und SS; Putsch der Liechtensteiner Nationalsozialisten scheiterte 1939, 1945 Aufnahme russischer Soldaten, die auf deutscher Seite gekämpft hatten                                 |